# Roger Lebranchu
Pour les articles homonymes, voir Lebranchu.
Roger Lebranchu, né le 22 juillet 1922 à Neuilly-sur-Seine, est un rameur français actif après la Seconde Guerre mondiale. Il est mort centenaire le 9 janvier 2025 à Coutances après avoir été porteur de la flamme olympique pour les jeux d’été de 2024.

## Biographie
Alors que Roger Lebranchu habite à Neuilly-sur-Seine, il se passionne pour l'aviron avec ses deux frères et devient rameur au sein de la Société nautique de Basse-Seine.
Réfractaire au Service du travail obligatoire (STO), il rejoint la résistance dans le sud-est de la France. Arrêté le 23 juin 1943, il est déporté résistant pendant la Seconde Guerre mondiale, il est emprisonné pendant deux ans au camp de concentration de Buchenwald puis à Schönebeck, son camp annexe. Il s'en échappe lors de l'évacuation en avril 1945, un peu avant la libération du camp par les Américains,.
Champion de France d'aviron en 1946 et 1947, Roger Lebranchu participe à l'épreuve du huit masculin aux Jeux olympiques d'été de 1948. Il est par la suite vingt fois champion du monde vétéran d'aviron.
Il travaille avec son père et ses deux frères aux Établissements Lebranchu et crée une usine de pièces automobiles au Theil-sur-Huisne (Orne), dont il sera le PDG. Il prend sa retraite en 1983.
Habitant à Agon-Coutainville et âgé de 101 ans, il est choisi pour porter la flamme olympique lors de son passage par le Mont-Saint-Michel le 31 mai 2024.
Il meurt le 9 janvier 2025 à Coutances,,.

## Distinctions
- Officier de la Légion d'honneur[10]
- Médaille militaire
- Croix de guerre 1939–1945
- Médaille des évadés
- Croix du combattant volontaire
- Croix du combattant volontaire de la Résistance
- Croix du combattant
- Médaille commémorative de la guerre 1939–1945
- Médaille de la déportation pour faits de Résistance
- Insigne des blessés militaires
- Médaille de la jeunesse, des sports et de l'engagement associatif, bronze